# Basilica di Santo Stefano (Gerusalemme)
La basilica di Santo Stefano è una chiesa cattolica di Gerusalemme, con annesso un convento dei domenicani. Nel complesso abbaziale, posto al di fuori della cinta muraria della città vecchia, ha sede l'École biblique et archéologique française.

## Storia
Una tradizione antichissima indicava in questo luogo il martirio di Stefano, il diacono protomartire, di cui parla il libro degli Atti degli Apostoli (cfr. 7,54-60), mentre studi recenti localizzano questo martirio nella valle del Cedron.
La prima costruzione a ricordo del martirio risale al V secolo, quando l'imperatrice Eudocia fece costruire nel luogo dell'attuale basilica una cappella dedicata a santo Stefano, e vi si fece seppellire alla sua morte. Con l'arrivo dei Persiani nel 614 la cappella venne distrutta; nel 638 il patriarca Sofronio di Gerusalemme fece edificare una piccola chiesa, poi restaurata ed ingrandita dai crociati, ma in seguito da loro stessi distrutta perché non cadesse nelle mani di Saladino.

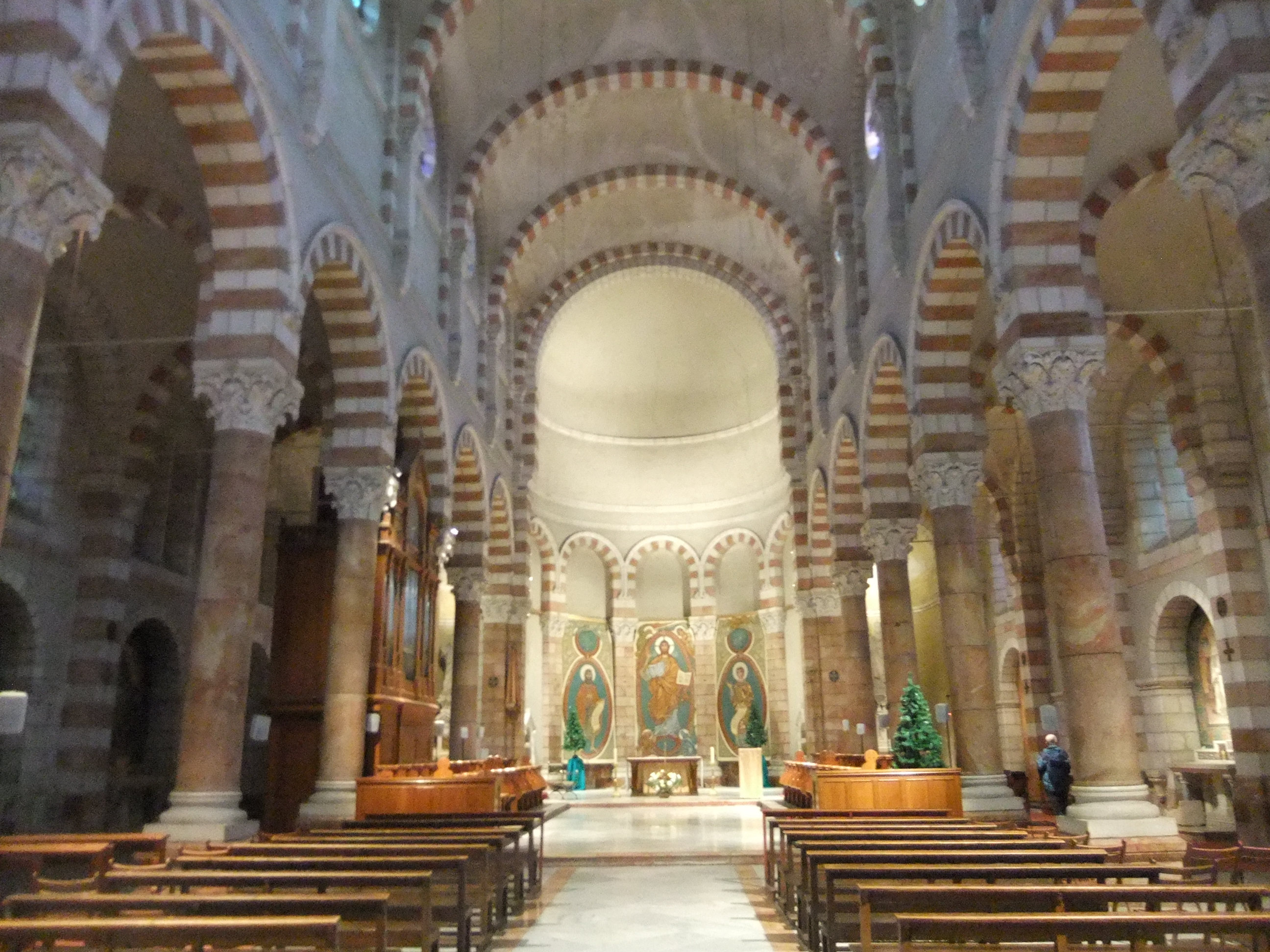
Interno della basilica

Nel XIX secolo i domenicani francesi acquistarono il luogo delle antiche rovine crociate e dopo aver compiuto scavi archeologici vi fecero costruire il monastero e l'attuale basilica, consacrata nel 1900.
Nella cripta della chiesa è sepolto padre Marie-Joseph Lagrange, fondatore dell'École biblique.